# اکستریم رولز (۲۰۲۱)
اکستریم رولز (به انگلیسی: Extreme Rules) یک رویداد غیر رایگان (Pay-Per-View) در کشتی حرفه‌ای است که توسط کمپانی دبلیودبلیوئی تهیه می‌شود و این دوره‌اش هم در ۲۶ سپتامبر ۲۰۲۱ در مجموعه ورزشی نیشن‌واید در شهر کلمبوس ایالت اوهایو برگزار خواهد شد. این، سیزدهمین دوره از اکستریم رولز از زمان آغاز این PPV در سال ۲۰۰۹ خواهد بود.

## زمینه‌سازی
اکستریم رولز شامل مسابقاتی بین دشمنی‌های موجود، ماجراهای پیش آمده و استوری‌هایی خواهد بود که پیش از این در برنامه‌های راو یا اسمک داون پخش شده بود. کشتی‌گیرها با توجه به مسابقات یا سری اتفاقاتی که برایشان رخ می‌دهد و تنش را به حد اکثر می‌رساند، نقش منفی یا قهرمان به خود می‌گیرند. 
 بیشتر مسابقات اکستریم رولز همان‌طور که از نامش پیداست تحت قواعد مسابقات خشونت‌بار (به انگلیسی: Hardcore Rules) برگزار می‌شود.

## نتایج
| #                                                                                                 | نتایج                                                                                             | نوع مسابقه                                                    | مدت زمان |
| ------------------------------------------------------------------------------------------------- | ------------------------------------------------------------------------------------------------- | ------------------------------------------------------------- | -------- |
| ۱پ                                                                                                | لیو مورگان پیروز در مقابل کارملا                                                                  | مسابقه تک نفره                                                | ۷:۵۲     |
| ۲                                                                                                 | د نو دی (بیگ ای، کوفی کینگستون و ایکس زیویر وودز) پیروز در مقابل بابی لشلی، ای جی استایلز و اوماس | مسابقه تگ تیم شش نفره                                         | ۱۸:۱۵    |
| ۳                                                                                                 | د اوسوز (جی اوسو و جیمی اوسو) (c) پیروز در مقابل استریت پروفیتس (آنجلو داوکینز و مانتز فورد)      | مسابقه تگ تیم برای کمربندان تگ تیم اسمک‌داون دبلیودبلیوئی      | ۱۳:۴۵    |
| ۴                                                                                                 | شارلوت فلر (c) پیروز در مقابل الکسا بلیس                                                          | مسابقه تک نفره برای کمربند زنان راو                           | ۱۱:۲۵    |
| ۵                                                                                                 | دیمین پیریس (c) پیروز در مقابل جف هاردی در مقابل شیمس                                             | مسابقه سه جانبه برای کمربند قهرمانی ایالات متحده دبلیودبلیوئی | ۱۳:۲۵    |
| ۶                                                                                                 | بکی لینچ (c) در مقابل بیانکا بلر بدون برنده                                                       | مسابقه تک نفره برای قهرمانی کمربند زنان اسمک‌داون              | ۱۶:۳۰    |
| ۷                                                                                                 | رومن رینز (c) (با همراهی پاول هیمن) پیروز در مقابل «شیطان» فین بلر                                | مسابقه اکستریم رولز برای کمربند یونیورسال دبلیودبلیوئی        | ۱۹:۴۵    |
| - (c) – نشان‌دهنده قهرمان(هایی) است که به میدان می‌روند - پ – نشان‌دهنده این است که مسابقه در پری–شو |                                                                                                   |                                                               |          |

## موضوعات مرتبط
- دبلیودبلیوئی اکستریم رولز
- فهرست قهرمانان کنونی دبلیودبلیوئی
- سامر اسلم (۲۰۲۱)
- کراون جول (۲۰۲۱)